# Asphyxie érotique

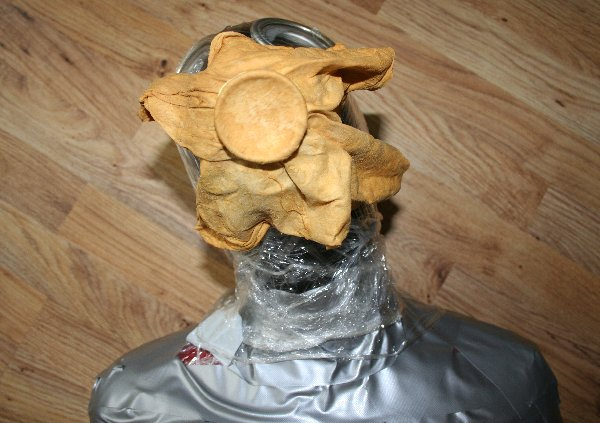
Asphyxie érotique à l'aide d'un masque à gaz et d'un morceau de cuir humide dans un jeu de rôle BDSM.

L'asphyxie érotique, souvent nommé choking qui signifie « étouffement » en anglais, est le fait de priver le cerveau d'un partenaire ou de soi-même d'oxygène dans le but d'en tirer un plaisir sexuel. C'est une pratique qui s'est récemment beaucoup développée dans les scripts sexuels des jeunes, sous l'influence des vidéos pornographiques notamment, ainsi que des réseaux sociaux.  Dans le cadre des relations BDSM, elle est supposée être pratiquée sous surveillance constante (parfois dite « contrôle de la respiration »), mais la strangulation « est la principale cause de décès dans les jeux BDSM consensuels ».
Une croyance qui grandit depuis les années 2000, médiée par la pornographie mixte contemporaine, est que l’étouffement sexuel est une pratique normale et attendue, notamment chez les jeunes hommes vis-à-vis des femmes ; cette croyance, qui peut avoir des conséquences néfastes pour la santé, et des conséquences juridiques en cas de non consentement, de séquelles ou de mort, est à nuancer.

## Prévalence, statistiques
C'est une pratique qui est en plein développement dans les scripts sexuels et les croyances sexuelles des adolescents et des jeunes adultes.
Ses effets ou séquelles physiques ou psychologiques sont épidémiologiquement mal connue, surtout en milieu rural, mais souvent retrouvée associée aux violence domestique et « assez fréquente chez les femmes qui demandent une aide médicale ou un abri » aux Etats-Unis au début des années 2000 ; et considérée comme source sérieuse de féminicide,car ces étranglements sont souvent associée à des violences domestiques ou conjugales et à des relations abusives (ainsi, sur soixante-deux femmes interrogées dans deux refuges pour femmes à Dallas, au Texas et à Los Angeles, en Californie, et dans un centre d'intervention et de prévention des violences au Parkland Health & Hospital (PHHS) de Dallas, 68 % avaient été étranglées par leur partenaire intime qui était leur époux (dans 55 % des cas), un petit ami (31 %) ou un fiancé (2,5 %), et parfois par une mère, un étranger ou un ami (1 cas chacun). Les femmes présentant des plaintes compatibles avec un étranglement représentent probablement des femmes présentant un risque plus élevé de morbidité ou de mortalité majeure. 
Cette pratique semble s'être récemment beaucoup étendue dans certains groupes (adolescents et jeunes adultes), une étude ayant révélé que 58 % des étudiantes disent avoir déjà été étranglées lors de rapports sexuels. Cette mode a été diffusée par les réseaux sociaux, et un nombre croissant de vidéos mis en ligne sur les sites pornographiques. Une étude récente (mi-2024) montre qu'en Australie, près de 50 % des jeunes ont déjà pratiqué le choking lors de rapports sexuels, parfois sans consentement sexuel clair, et généralement sans avoir conscience de la réalité des risques associés à cette pratique (voir plus bas) (allant d'ecchymoses et vomissements à des lésions cérébrales voire au décès.
Julia De Boos, urgentiste, médecin chef/directrice de la formation médicale d'urgence à l'Hôpital Mount Isa Base, de Mornington (Queensland, Australie) rappelle dans un article scientifique de synthèse sur le sujet de l'étranglement non mortel que « la prévalence et les taux de blessures causées par le SNR sont inconnus, car peu de victimes consultent un médecin après un étranglement. Étant donné que jusqu’à 40 % des étranglements mortels n’ont pas de signes externes, et que la majorité des victimes survivantes ont peu ou peu de blessures mineures, il reste difficile de trouver ces personnes gravement blessées ».
Parmi tous les cas recensés en Ontario et Alberta entre 1974 et 1987, seulement un sur 117 concernait une femme. Quelques autres femmes ont aussi été retrouvées mortes de la même manière,,,. L'âge moyen de ces morts est le milieu de la vingtaine,, mais des adolescents ont aussi été retrouvés morts,, ainsi que des hommes de 70 ans,.
Des avocats et compagnies d'assurances se sont intéressés de près à ces cas, car beaucoup d'indemnisations reversées en cas de mort accidentelle, ne sont pas versées quand il y a suicide,,.

## Vécu par la femme
Une idée reçue est que les femmes apprécieraient cette pratique d'étouffement par étranglement durant les rapports sexuels, mais la médecine légale montre que la grande majorité des morts par asphyxie érotique sont des hommes jeunes.
Dans une étude qualitative récente (2022), près de 60% d'un pannel d'étudiantes de 18 à 33 ans interrogées (soit 24 étudiantes) affirment avoir été déjà été étranglées lors de rapports sexuels ; les auteurs ont voulu savoir comment elles appréciaient (ou non) le fait d'être étranglée ou d'étrangler leur partenaire (hors contexte de violence entre partenaires intimes) ; si l'étouffement était consenti ou imposé, et avec quelles modalités de sécurité. Les auteurs ont conclu que ces jeunes femmes :
- avaient appris cette pratique d'abord via la pornographie, puis par des histoires érotiques, des magazines, des médias sociaux et/ou leurs amis ou partenaires[20] ;
- avaient été étranglées lors de rapports sexuels plus qu'elles n'avaient étranglé leur partenaire (sur 24 étudiantes ayant été étranglées par un ou une partenaire engagé ou occasionnel, seules 13 sur 24 avaient étranglé un partenaire masculin ;
- ont dit avoir eu des actes d’étouffement avec des hommes aussi bien qu’avec des femmes et avec des partenaires engagés et plus occasionnels[20] ;
- décrivent diverses méthodes et intensités d’étranglement, et des expériences d’étouffement consensuelles et non consensuelles ;
- ont dit - pour certaines - apprécier subir ou pratiquer l'étouffement ; alors que d'autres l'ont subi ou pratiqué « en grande partie pour faire plaisir à leur partenaire sexuel »[20].

Rares étaient celles qui avaient recherché des informations sur les pratiques de sécurité ou la réduction des risques. Et peu avaient prévu un code verbal ou gestuel de sécurité avec leurs partenaires, mais toutes avaient la certitude que la manière dont elles (et leur partenaire) avaient géré l’étouffement étaient sûre.

## Vécu par l'homme
Le vécu expérentiel masculin de l’étouffement, n'a fait l'objet de peu d'études scientifiques. Une étude qualitative (basée dus des entretiens avec 21 jeunes hommes adultes) a conclu qu'ils ont appris cette pratique dès l'adolescence, via la pornographie, ou par leurs partenaires, leurs amis ou des médias grand public. D'après leurs dires, selon les cas ils ont pratiqué l’étouffement pour être pervers, aventureux et/ou pour faire plaisir à leurs partenaires. Beaucoup ont dit apprécier cette pratique ou se percevoir comme neutres à son égard, mais d’autres étaient « réticents à être étouffé ou à étouffer l'autre ». Les pratiques sécurisantes ou de consentement verbal/non verbal différaient fortement selon les personnes.

## Méthode
De nombreuses méthodes sont utilisées pour diminuer le niveau d'oxygène dans le sang : la pendaison, la suffocation par placement de la tête dans un sac plastique, la strangulation avec une ligature médicale, l'utilisation de gaz ou de solvants volatils, la compression de la poitrine ou une combinaison de ces méthodes. Parfois, des mécanismes complexes sont mis en place pour arriver à ce but. La plus simple restant d'expirer et de retenir sa respiration.
Dans la communauté BDSM, pratiquée avec des couples expérimentés et sérieux ne relâchant jamais une surveillance assidue, avec des accessoires de qualité, la prise de risque est réputée presque nulle[réf. nécessaire]. Les accessoires utilisés sont des sacs d'enfermement et variantes accompagnés de masques à gaz.

## Croyances
Une étude (2023) basée sur un panel représentatif d'un campus américain a recherché si les liens entre l’utilisation de la pornographie et l’étouffement de partenaires sexuels par des hommes hétérosexuels sont médiés par la croyance que l’étouffement sexuel est agréable, la croyance qu'il serait sans danger et la pensée qu'il ne nécessite pas un consentement clair de la personne étranglée ou étranglante. 
Les résultats tendent à confirmer cette l'hypothèse : la consommation de pornographie expose à voir de plus en plus de scènes d’étouffement sexuel, ce qui conduit à une probabilité effectivement accrue d'étouffer des partenaires sexuels, en raison de la croyance que l’étouffement sexuel est agréable, sans danger et ne nécessite pas le consentement de la personne étranglée.

## Risques et dangers
La pratique, même sous surveillance, est dangereuse, source d'ecchymoses, de vomissements, de séquelles invisibles ne se manifestant parfois que bien après l'étouffement, et d'éventuelles lésions cérébrales, voire de décès (elle est la 1ère cause de décès dans le BDSM) et en 1995, elle était jugée responsable de 250 à 1 000 morts par an aux États-Unis. Des cas ont aussi été rapportés en Scandinavie et en Allemagne,. Parmi les effets secondaires et retardés, les accidents vasculaires cérébraux, convulsions et anomalies vasculaires doivent alerter et nécessitent une prise en charge. 
Le décès, parfois dit « mort auto-érotique » se produit souvent quand l'individu, seul ou sans surveillance adéquate, arrive à une perte de conscience qui l'amène à la perte de contrôle de la strangulation. L'asphyxie ne pouvant être interrompue par un tiers, la personne décède. Sans surveillance ce risque est sérieux. Souvent, les victimes avaient prévu un mécanisme de secours qui a lui aussi fait défaut. Le corps de la personne asphyxiophilique est parfois retrouvé nu, près de magazines pornographiques, de vibromasseurs ou autres jouets sexuels, et/ou avec la preuve d'un orgasme ayant précédé la mort. Lors de telles morts accidentelles, des traces d'autres activités paraphiliques sont parfois trouvées (fétichisme, travestissement, bondage ou masochisme). 

## Morts renommées

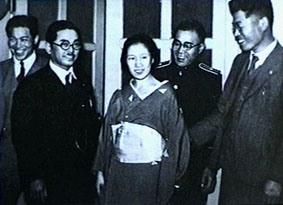
Photo prise peu après l'arrestation de Sada Abe à Tokyo le 20 mai 1936.

Henri-Joseph, prince de Bourbon-Condé en aurait été victime en 1830.
Sada Abe tua son amant, Kichizo Ishida, à l'aide d'une asphyxie érotique en 1936, puis lui coupa les testicules et les garda dans son sac à main pendant plusieurs jours. L'affaire fit sensation dans le Japon du milieu des années 1930 et reste l'un des meurtres les plus célèbres du pays. Le film L'Empire des sens est inspiré de leur histoire.
Dans le domaine du cinéma et de la télévision, l'acteur Albert Dekker a été retrouvé en 1968 dans sa salle de bains, son corps recouvert de graffitis et un nœud coulant autour du cou. L'acteur américain David Carradine (72 ans) serait mort d'asphyxie érotique dans la nuit du 3 juin 2009 à Bangkok, Thaïlande, alors qu'il tournait le film du réalisateur français Charles de Meaux, Stretch qui sortira malgré les trois dernières scènes que Carradine n'a pas eu le temps de tourner. Le présentateur anglais de la BBC Kristian Digby (en), retrouvé sans vie le 1er mars 2010 à son domicile londonien, serait mort par « asphyxie auto-érotique ». Selon le quotidien britannique The Daily Mail, l’animateur de la BBC, âgé d'une trentaine d'années, aurait succombé à « un jeu sexuel solitaire qui a tragiquement mal tourné ». Le film américain World's Greatest Dad réalisé par Bobcat Goldthwait présente le personnage du jeune Kyle Clayton, un adolescent obsédé sexuel qui périra de cette manière.
Dans le domaine musical, le compositeur Franz Koczwara mourut de cette manière en 1791. L'artiste Vaughn Bodé mourut de cette manière en 1975, ainsi que Kevin Gilbert, auteur-compositeur, musicien et producteur, en 1996. Michael Hutchence, le chanteur d'INXS, serait mort d'asphyxie érotique en 1997, mais le suicide est la cause officielle de son décès.
Stephen Milligan (en) en est mort en 1994. Kristian Etchells, membre du Front national britannique, en est mort lui aussi en 2004. 

## Histoire
Les sources les plus anciennes de cette pratique datent du début du XVIIe siècle. Elle a d'abord été utilisée comme traitement de l'impuissance sexuelle. L'idée de soigner l'impuissance par l'asphyxie vient sans doute de l'observation de pendaisons, où les victimes hommes développaient une érection, qui pouvait perdurer après la mort (il était alors question d'érection post mortem), voire aboutir à une éjaculation (et féconder selon certaines légendes des plants de mandragore). Pourtant, ce qui provoque l'éjaculation lors de la pendaison est la relaxation des muscles et ce n'est pas le phénomène recherché par les pratiquants de l'asphyxie érotique.